# باستان‌شناسی مجازی
باستان‌شناسی مجازی (انگلیسی: Virtual archaeology) اصطلاحی است که در سال ۱۹۹۰ توسط باستان‌شناس و دانشمند رایانه پل ریلی برای توصیف استفاده از شبیه‌سازی رایانه‌ای از کاوش‌های باستان‌شناسی ارائه شده‌است. از آن زمان، سالانه نتایج علمی مربوط به باستان‌شناسی مجازی در همایش‌های برنامه‌های رایانه ای و روش‌های کمی در باستان‌شناسی (CAA) مورد بحث قرار می‌گیرد.